# Citigroup Place (Toronto)
Citigroup Place ist ein hohes Bürogebäude mit 63 Metern in Toronto, Ontario, Kanada. Das Gebäude wurde in moderner Architektur von John B. Parkin and Associates entworfen und 1983 fertiggestellt. Es befindet sich auf der 123 Front Street West in der Nähe des Financial Districts. Das Gebäude verfügt über 19 oberirdische und über zwei unterirdische Etagen. Es wird von dem Immobilienunternehmen Oxford Properties Group betrieben. Das Gebäude dient als Hauptsitz von Citibank Canada.